# Oberea laterinigricollis
Oberea laterinigricollis är en skalbaggsart som beskrevs av Stefan von Breuning 1976. Oberea laterinigricollis ingår i släktet Oberea och familjen långhorningar. Inga underarter finns listade i Catalogue of Life.